# Neboberg
De Neboberg (Arabisch: جبل نيبو, Jabal Nībū; Hebreeuws: הַר נְבוֹ, Har Nəvō), ook wel Pisga genoemd, ligt ongeveer 817 meter boven zeeniveau en bevindt zich in het westen van Jordanië aan de rand van de Jordaanvallei en enkele kilometers ten noordwesten van Madaba. Het is – volgens de Hebreeuwse Bijbel (Deuteronomium 34:1) – de plaats waar Mozes, voor hij stierf op de leeftijd van 120 jaar, uitkeek over het Beloofde Land, nadat hij zijn volk veertig jaar lang door de wildernis had geleid. Deze plaats is van betekenis zowel voor joden als christenen als moslims. Volgens de joodse traditie bevindt het graf van Mozes zich op de berg. De christenen en moslims menen dat zijn lichaam aan de andere zijde van de Jordaan werd begraven, op een locatie die Nabi Musa wordt genoemd.
Het gestileerd kruis met slangmotieven op de top van berg Nebo is een werk van de Italiaanse kunstenaar Giovanni Fantoni. Het verwijst naar de Nehushtan en de woorden in het Johannes 3:14: ”En deze Mensenzoon moet omhoog worden geheven zoals Mozes eens de slang omhoog hief in de woestijn”.
In de tweede helft van de 4e eeuw werd een bestaand gebouw omgebouwd tot een kerk (de Herdenkingskerk van Mozes). De kerk had drie apsissen en een kerkportaal. Er waren mozaïekvloeren. Twee grafkapellen werden gevonden op een lager niveau noord en zuid van het portaal. Vanaf de 6e eeuw werd de kerk vergroot en bijkomend werden kloostergebouwen opgetrokken. Tot wanneer het klooster bewoond bleef is niet exact geweten waarschijnlijk tot de 16e eeuw. De ruïnes van de kerk en het klooster werden ontdekt in het begin van de 20e eeuw en verworven door de Franciscanen. Deze hebben kerk en omgeving opgegraven en gerestaureerd. Thans is Siyagha (Aramees: "klooster") zowel een klooster als het hoofdkwartier van het Franciscaner Archeologisch Instituut.
Een overkapping werd over de zesde-eeuwse ruïnes opgetrokken. Oude mozaïeken uit verschillende periodes werden blootgelegd en gerestaureerd. Meest gekend is de - in 1976 ontdekte - “jachtmozaïek” in het oude baptisterium.

## Galerij

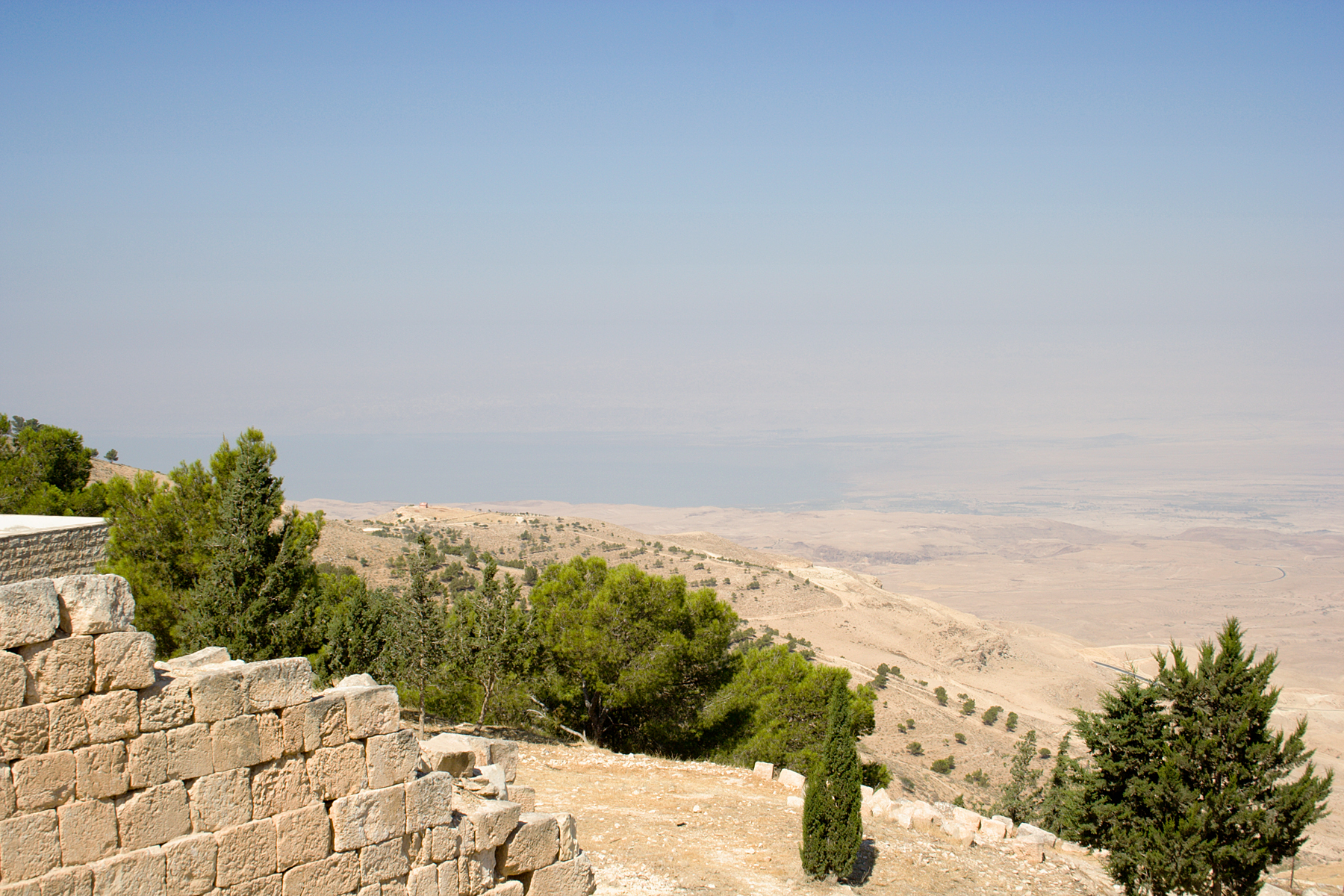
De Dode Zee is zichtbaar
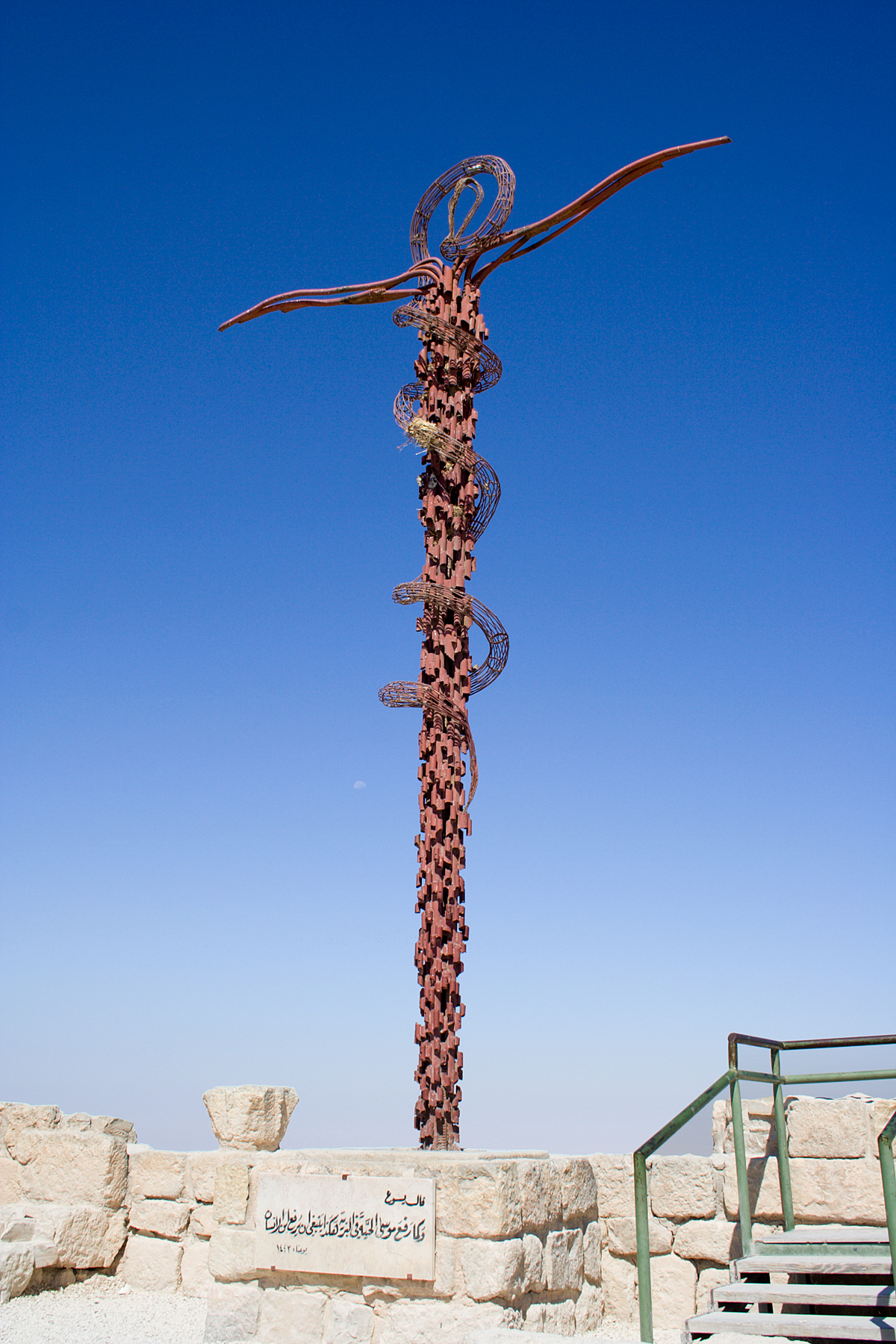
Het bronzen kruis met slangmotief
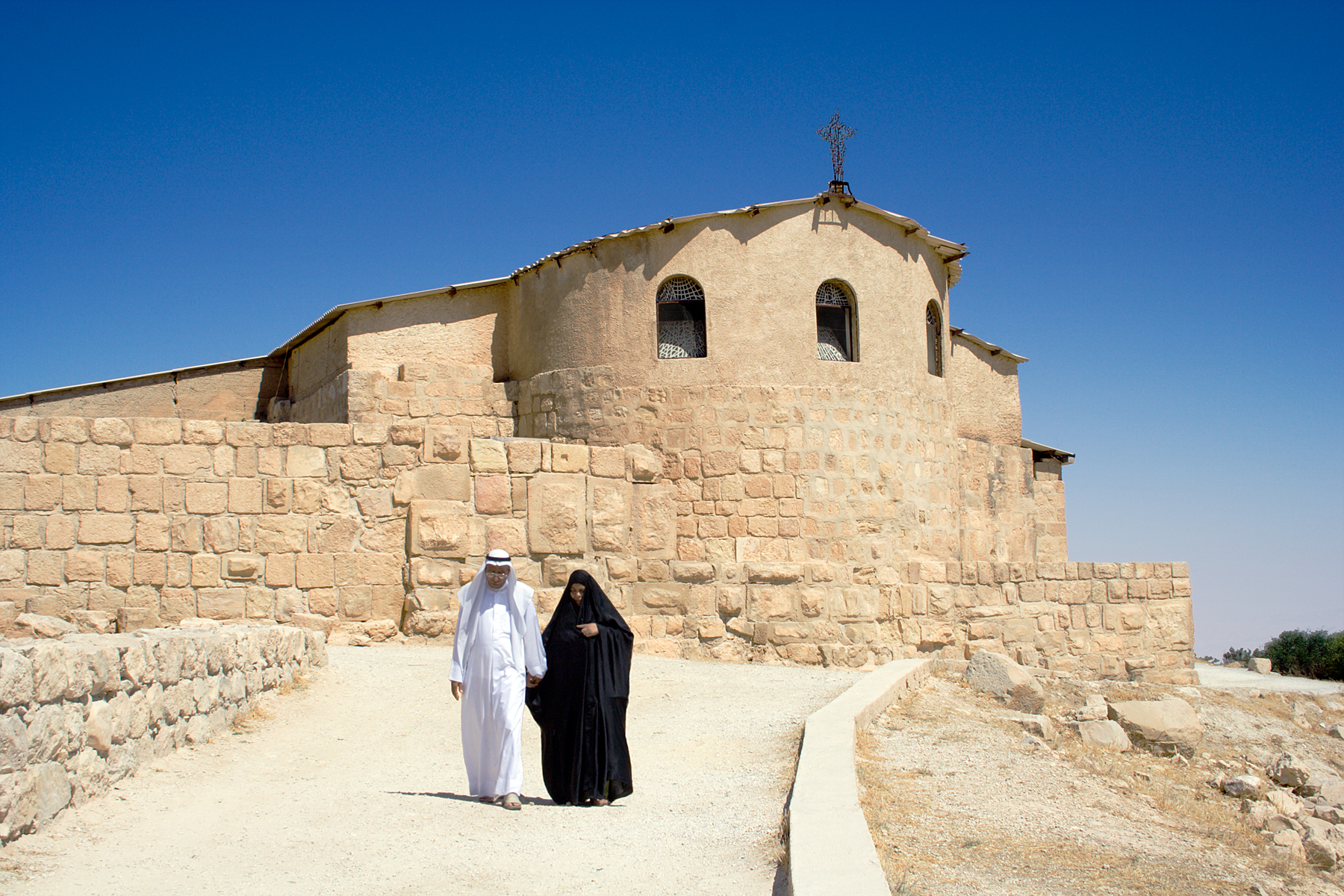
De Herdenkingskerk van Mozes
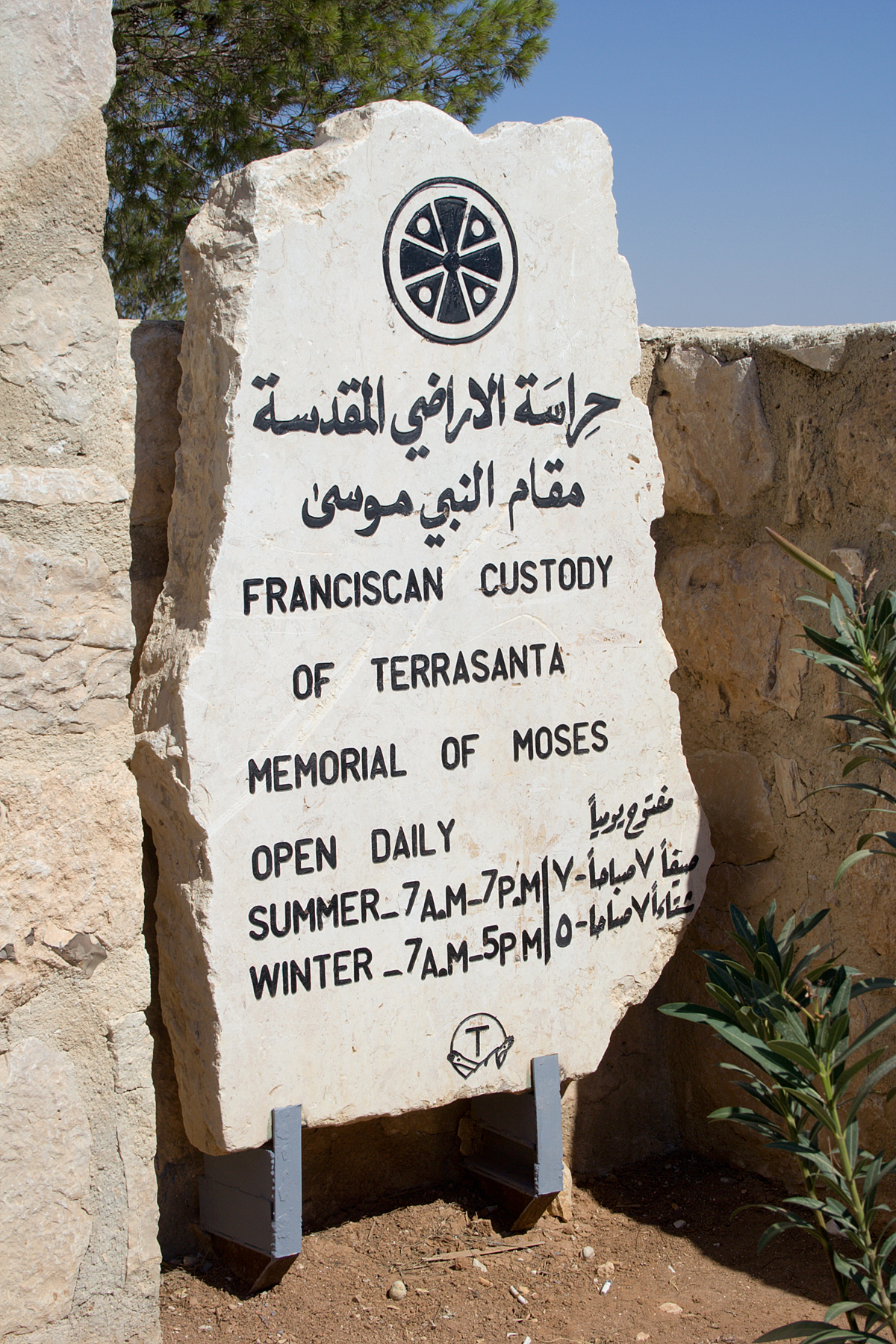
Ingang van de plek